# Natalia Kowalska
Natalia Kowalska, född 31 december 1989 i Koszalin, är en polsk racerförare.

## Racingkarriär
Kowalska började med formelbilsracing 2007, då hon körde sex tävlingar i Formula Renault 2.0 Northern European Cup och två i Formula Renault 2.0 Eurocup. Det blev inga större framgångar i någon av serierna. Året efter körde hon sex race i Star Mazda Championship, inte heller där blev det några framskjutna placeringar. 2010 körde hon som enda kvinnliga föraren i FIA Formula Two Championship och slutade på nittonde plats totalt, något som hon fortsätter med även 2011.
| År                                               | Klass/Mästerskap                          | Team                           | Bil                      | Totalt/poäng   | Bästa placering              |
| ------------------------------------------------ | ----------------------------------------- | ------------------------------ | ------------------------ | -------------- | ---------------------------- |
| 2007                                             | Formula Renault 2.0 Northern European Cup | SL Formula Racing              | Tatuus FR2000 (Renault)  | 44:a/3p        | 19:e på Zandvoort (Race 2)   |
| 2007                                             | Formula Renault 2.0 Eurocup               | SL Formula Racing              | Tatuus FR2000 (Renault)  | -/0p           | 25:a på Nürburgring (Race 1) |
| 2008                                             | Star Mazda Championship                   | John Walko Racing              | Star Pro (Mazda)         | -/0p           | 10:a på Mosport              |
| 2010                                             | FIA Formula Two Championship              | Cyfra+ (huvudsponsor)          | Williams JPH1B F2 (Audi) | 19:e/3p        | 9:a på Algarve (Race 2)      |
| 2011                                             | FIA Formula Two Championship              | Better World GP (huvudsponsor) | Williams JPH1B F2 (Audi) | säsongen pågår | säsongen pågår               |
| Senast uppdaterad: 2011-05-07 (4995 dagar sedan) |                                           |                                |                          |                |                              |